# Сазальникская коса
Сазальникская коса — песчано-ракушечная коса, имеющая форму симметричного аккумулятивного выступа, расположенная на восточном российском побережье Азовского моря, в Таганрогском заливе, в 25 км к северо-востоку от города Ейск, примерно в 15 км к северу от Глафировской косы. Административно Сазальникская коса входит в состав Щербиновского района, Краснодарского края, являясь его крайней северной точкой.

## Географическое описание
Протяженность косы равна, примерно, 3 км, ширина основания вдоль отмершего клифа около 7 км. Низменный берег сложен преимущественно морской ракушкой. Пляжи, ширина которых 10-13 м в прикорневой части и 20-25 м — в центральной и дистальной, сложены на 50-60 % материалом абразии: мелкозернистым и среднезернистым кварцевым песком, гравием, галькой. Плоская поверхность косы в северной части нарушается многочисленными выемками песчаных карьеров. Большую площадь косы занимает мелководное соленое озеро Долгое, которое соединяется с Азовским морем периодически действующей протокой.

## Население
У западной стороны основания косы расположено село Шабельское. Основанное в 1783 году как село Сазальник, которое впоследствии переименовали в Николаевку. А в 1811 года село получило своё нынешнее название.

## Фаунаифлора
Растительность: солерос травянистый, полынь, тростник. В 1977—1978 годах на площади 36 га посадили тополь, сосну, шиповник.